# Mikiho Niwa
 Mikiho Niwa  (丹羽未来帆, Niwa Mikiho, née le 27 septembre 1989 au Japon), alias Mikkii (みっきー), est une actrice, chanteuse et idole japonaise.

## Biographie
Mikiho Niwa débute en 2003 comme modèle photographique, et participe au groupe Nikomono! (ja) qui sort un single en 2005. En 2007, elle rejoint le groupe de J-pop Canary Club, dans le cadre du Nice Girl Project! du producteur Tsunku sur son label TNX, et prend le surnom Mikkii. En 2010, elle commence une carrière d'actrice en parallèle au groupe, sous son nom complet mais écrit en hiraganas, Mikiho Niwa (にわみきほ), interprétant le rôle de Mone / Gosei Yellow, l'un des héros de la série sentai Tensou Sentai Goseiger. Elle joue également dans quatre films tirés de la série, ainsi que dans le film Cheerfu11y (en) en 2011.

## Filmographie
Séries
- 2010-2011 : Tensou Sentai Goseiger

Films
- 2010 : Samurai Sentai Shinkenger tai Go-onger Ginmakuban! (voix)
- 2010 : Tensou Sentai Goseiger : Epikku on The Movie
- 2011 : Tensou Sentai Goseiger vs Shinkenger : Epikku on Ginmaku
- 2011 : Gokaiger Goseiger Super Sentai 199 Hero Daikessen
- 2011 :  Cheerfu11y (en)

## Discographie
Avec Nikomono!
- 23 février 2005 : I Don't Know

Avec Canary Club

## Divers
Vidéos en solo
- 2010.05.28 : Hajimemashite... Mikkii Desu in Sebujima (はじめまして…みっきーです in セブ島)
- 2010.10.21 : Niwa Mikiho Image DVD (にわみきほ イメージDVD)

Photobooks en solo
- 2010.06.25 : Mikiho Marugoto (きほまるごと)
- 2010.09.16 : Tropical Rainbow